# Sandalijja Kabira
Sandalijja Kaira – wieś w Syrii, w muhafazie Aleppo, w dystrykcie Manbidż. W 2004 roku liczyła 484 mieszkańców.